# حكيم طافر
حكيم طافر (بالفرنسية: Akim Tafer)‏:(1967م-) هو ملاكم جزائري وبطل أوروبي في وزن الخفيف الثقيل Cruiserweight لسنوات 1992,1993 ,1996. كما كان وصيف بطل العالم في نفس الفئة لسنوات 1993 و1997.

## حياته
ولد في 27 أوت 1967 بلاتورش في ضواحي غرونوبل فرنسا من أبوين ينحدران من قرية مشاط بالميلية بولاية جيجل.
وهو عم يانيس تافر الذي الذي فاز مع المنتخب الفرنسي - 19 سنة بكأس أوروبا للأمم 2010.

## وصلات
- البطاقة التقنية للملاكم

## وصلات خارجية
- حكيم طافر على موقع بوكس ريك (الإنجليزية) (registration required)